# Mechanitis nigroapicalis
Mechanitis nigroapicalis är en fjärilsart som beskrevs av Richard Haensch 1905. Mechanitis nigroapicalis ingår i släktet Mechanitis och familjen praktfjärilar. Inga underarter finns listade i Catalogue of Life.